# Borda del Rei (Tremp)
Borda del Rei és una borda de Tremp (Pallars Jussà) protegida com a Bé Cultural d'Interès Local.

## Descripció
Es tracta d'un conjunt compost per un edifici principal del que arrenca un cobert disposat transversalment. S'acompanya d'un pati que clou el recinte mitjançant un mur de pedra. Extramurs se situa un cobert que s'annexa a la paret que clou el recinte. L'edifici principal és de planta rectangular i s'aixeca sobre dues plantes: està construït amb pedra del país a base ce carreus irregulars rejuntats amb fang. Degut al mal estat de conservació, no es poden apreciar les obertures: destaca, però, una gran arcada adovellada que devia donar pas a la primera planta. La coberta queia a dues vessants i estava construïda a partir d'embigat de fusta cobert amb teula de ceràmica.